# Gentianella meyeniana
Gentianella meyeniana är en gentianaväxtart som först beskrevs av August Heinrich Rudolf Grisebach, och fick sitt nu gällande namn av H.A. Fabris. Gentianella meyeniana ingår i släktet gentianellor, och familjen gentianaväxter. Inga underarter finns listade i Catalogue of Life.